# Radio Neue Hoffnung
Radio Neue Hoffnung e.V. (RNH) ist ein evangelikaler Hörfunksender. Er sieht sich hierbei als „technische Verkündigungsplattform für christliche Programmpartner wie bibeltreue Gemeinden, Missionswerke, Bibelschulen und Missionsgemeinschaften“. Er sendet ein durchgehendes Programm über Satellit und Webradio. Der Sender ist in Lottstetten bei Schaffhausen ansässig, wo auch das Missionswerk Mitternachtsruf mit seiner deutschen Zweigstelle beheimatet ist.

## Geschichte
Gegründet wurde der anfängliche Internetsender 1998 von Remsen Beitel. Ideell verbunden war der Sender von Anfang an mit dem Missionswerk Mitternachtsruf und einiger anderer Programmpartner. Mit der Verbreitung über Satellit im Jahr 2005 wurde das Programm zu einem 24-Stunden-Programm ausgeweitet und es kamen weitere Programmpartner hinzu. Im Mai 2007 zog der Sender von Lehre (OT Wendhausen) bei Braunschweig ins deutsche Lottstetten bei Schaffhausen.

## Programm und Programmpartner
Zurzeit (November 2010) senden rund 15 Programmpartner, darunter das eschatologisch ausgerichtete Missionswerk Mitternachtsruf, das Bibel-Center Breckerfeld und Kreationist Werner Gitt. Hauptsprache ist Deutsch, daneben wird unter anderem in Englisch, Arabisch, Hebräisch und Persisch gesendet. Der Sender ist bestrebt, weitere Programmpartner in die Arbeit einzubinden. Zum Programm gehören unter anderem Anleitungen für die Arbeit mit der Bibel, christliche Hörspiele, christliche Glaubenserlebnisse („Zeugnisse“), Lebensberatung und Gottesdienstübertragungen. Musikalische Sendungen gehören zum Programm, sind aber kein Schwerpunkt des Senders.
Empfangbar ist das Programm über Satellit Astra19,2° Ost, 12603 MHz horizontal, Symbolrate 22,000 und Hotbird 13° Ost, 12597 GHz vertikal, Symbolrate 27,500 und Webstream in drei Qualitäten (32/64/128 kB/s).

## Weblink
- Offizielle Website (deutsch und englisch)